# Železniční trať Jŏnggwang – Sasu
Železniční trať Jŏnggwang – Sasu (korejsky 장진선 – Čangdžin sŏn) je železniční trať v provincii Jižní Hamgjong v Severní Koreji. Jedná se o úzkorozchodnou železnici s kolejovým rozchodem 762 mm. Je dlouhá přibližně 58 kilometrů. Vede z Jŏnggwangu, kde je napojena na normálněrozchodnou trať z Hamhŭngu do Pudžŏnu, do Sasu na břehu jezera Čangdžin. V nejstrmějším úseku dosahuje sklonu 37% a tento úsek je součástí 7,4 kilometrů dlouhého úseku, kde je pohon realizován lanem.
Dopravu na trati provozují Korejské státní dráhy.